# Léon Brillouin
Léon Nicolas Brillouin (Sèvres, 7 de agosto de 1889 — Nova Iorque, 4 de outubro de 1969) foi um físico francês.
Filho do físico Marcel Brillouin (1854-1948) e sua esposa Charlotte Mascart. Descendente do também físico Eleuthère Mascart.
Estudou na École Normale Supérieure em Paris e mais tarde foi estudar na Sorbonne e depois no Instituto de Física Teórica de Munique. Retorna à França em 1913 e começa uma tese na teoria dos sólidos.
Marie Curie e Jean Perrin participaram da banca que examinou sua tese de graduação.
Na Segunda Guerra Mundial emigrou para os Estados Unidos, onde foi lecionar na universidade de Wisconsin e em Harvard.
Juntamente com Arnold Sommerfeld, foram os primeiros a estudar a propagação de ondas eletromagnéticas em meios dispersivos.
Descobriu as zonas de Brillouin na física do estado sólido.
Trabalhou na teoria das ondas e na teoria de informação, tendo inventado o conceito de entropia negativa.
Ficou especialmente conhecido por suas contribuições na determinação da estrutura cristalina por difração de raios-X.
Em 1969, aos 80 anos, morreu na cidade de Nova Iorque.
Participou da 5ª Conferência de Solvay.

## Obras
- H. Armagnat e Léon Brillouin Les mesures en haute fréquence (Chiron, 1924)
- Léon Brillouin Les Statistiques Quantiques Et Leurs Applications. 2 Vols. (Presse Universitaires de France, 1930)
- Léon Brillouin  La Théorie des Quanta et l'Atome de Bohr (Presse Universitaires de France, 1922, 1931)
- Léon Brillouin Conductibilité électrique et thermique des métaux (Hermann, 1934)
- Léon Brillouin Notions Elementaires de Mathématiques pour les Sciences Expérimentales (Libraires de l'Academie de Médecine, 1939)
- Léon Brillouin The Mathematics of Ultra-High Frequencies Radio (Brown University, 1943)
- Léon Brillouin Wave Propagation in Periodic Structures: Electric Filters and Crystal Lattices (McGraw–Hill, 1946) (Dover, 1953, 2003)
- Léon Brillouin Les Tenseurs en mécanique et en élasticité: Cours de physique théorique (Dover, 1946)
- Léon Brillouin Mathématiques (Masson, 1947)
- Léon Brillouin Notions élémentaires de mathématiques pour les sciences expérimentales (Masson, 1947)
- Léon Brillouin Propagation des ondes dans les milieux périodiques (Masson – Dunod, 1956)
- Léon Brillouin La science et la théorie de l'information (Masson, 1959)
- Léon Brillouin Vie Matière et Observation (Albin Michel, 1959)
- Léon Brillouin Wave Propagation and Group Velocity (Academic Press, 1960)
- Léon Brillouin Science and Information Theory (Academic Press, 1962) (Dover, 2004)
- Léon Brillouin Scientific Uncertainty and Information (Academic Press, 1964)
- Léon Brillouin  Tensors in Mechanics and Elasticity. Translated from the French By Robert O. Brennan. (Engineering Physics: An International Series of Monographs, Vol. 2) (Academic Press, 1964)
- Léon Brillouin Relativity Reexamined (Academic Press, 1970)
- Léon Brillouin Tres Vidas Ejemplares en la Física (Madrid, Marzo, 1970)